# Arnold Japha
Arnold Dan Japha (* 12. September 1877 in Königsberg (Preußen); † 16. Mai 1943 in Halle (Saale)) war ein deutscher Arzt, Anthropologe und Zoologe.

## Familie
Die Vorfahren seiner Familie waren Musiker, Kaufleute und Ärzte. Sein Vater Walter Japha bekleidete als Großkaufmann das Amt eines Stadtrats in Königsberg, seine Mutter war Margarete Japha, geb. Lehmann. Er hatte einen Zwillingsbruder Erich, Georg und Felix Japha waren ebenfalls seine Brüder. Die Familie bekannte sich zum evangelischen Glauben und hatte jüdische Vorfahren.
Das Königliche Wilhelms-Gymnasium in Königsberg besuchte er von 1887 bis 1898. Anschließend studierte er in Freiburg im Breisgau und Königsberg. Das medizinische Staatsexamen legte er 1901 ab. Im gleichen Jahr promovierte er zum Dr. med. an der Universität Königsberg. Als Freiwilliger beim Militärdienst diente er ein Jahr im Feldartillerieregiment 52.

## Akademische Laufbahn und Kriegszeit
Von 1902 bis 1903 arbeitete er als Schiffsarzt auf der Linie nach Südamerika. Als Assistent war er am Zoologischen Museum der Universität Königsberg von 1903 bis 1907 tätig, wobei er im Jahre 1904 eine Aufgabe auf einer Walfangstation in Island übernahm. Weiterhin war er mit gleichen Fragestellungen in Fär Oerne 1906 und anschließend auch an der Zoologischen Station in Triest und anderen Orten betraut.
In diesen Jahren absolvierte er immer wieder Wehrübungen, so dass er in der Laufbahn des Sanitätsdienstes zum Unterarzt (1903) und Oberarzt (1905) befördert wurde. Seine Promotion zum Dr. phil. errang er 1907 an der Universität Königsberg mit dem Thema Über die Haut nord-atlantischer Furchenwale.
Im Jahr 1908 gelang ihm die Bestimmung eines 1825 vor Rügen gestrandeten Finnwals.
Am Zoologischen Institut in Tübingen arbeitete er von 1907 bis 1909, um dann 1910 an das Zoologische Institut in Halle zu wechseln. Dort konnte er 1910 seine Habilitation mit dem Thema Die Haare der Waltiere im Fach Zoologie erreichen. Bei einer Wehrübung im Jahre 1912 wurde er zum Stabsarzt befördert. Am 4. August 1913 heiratete er Adolfine Marie Katharine Eckleben (* 14. Februar 1890 in Berlin), Tochter von Selmar Eckleben aus Danzig und seiner Ehefrau Elisabeth Wittschewsky. Seine Tochter Elisabeth wurde am 13. August 1914 geboren.
Am 2. August 1914 wurde er zum Militärdienst beim Fußartillerieregiment Nr. 4 einberufen, und bis Weihnachten 1918 diente er an der Front, wobei ihm das Eiserne Kreuz der I. und II. Klasse verliehen wurde.
1916 wurde er zum Professor ernannt. Ab 1921 fand er eine Beschäftigung als Stadtarzt der Stadt Halle im Rang eines Magistratsmedizinalrats im Gesundheitsamt. Die Universität Halle berief ihn als außerordentlichen im Jahre 1923 mit Lehraufgaben im Fach Anthropologie. Er gehörte der Deutschen Zoologischen Gesellschaft und der Gesellschaft für physiologische Anthropologie an.

## Verfolgung im NS-Regime
Ab 1933 trafen ihn die Diskriminierungsmaßnahmen des NS-Regimes mit voller Härte.
Schon im September 1933 verweigerte man ihm die Bezahlung im Lehramt. Einen Monat später durfte er nicht mehr an der Universität tätig sein. Die Lehrbefugnis entzog man ihm zum 1. Mai 1935. Am 31. Dezember 1935 wurde ihm in der Anwendung des NS-Reichsbürgergesetzes der Professorentitel aberkannt. Aufgrund seines Dienstes als Frontsoldat und seiner Tätigkeit im städtischen Gesundheitsdienst konnte er ein kleines Ruhegehalt beziehen, wobei er 1935 in der Schwuchtstr. 17 wohnte.
In den folgenden Jahren war er dem NS-Terror und den Drohungen, Verleumdungen und Schikanen der Gestapo immer mehr ausgesetzt. Als ihm 1943 die Deportation in ein Vernichtungslager der SS bevorstand, schied er am 16. Mai 1943 durch Suizid aus dem Leben.

## Gedenken

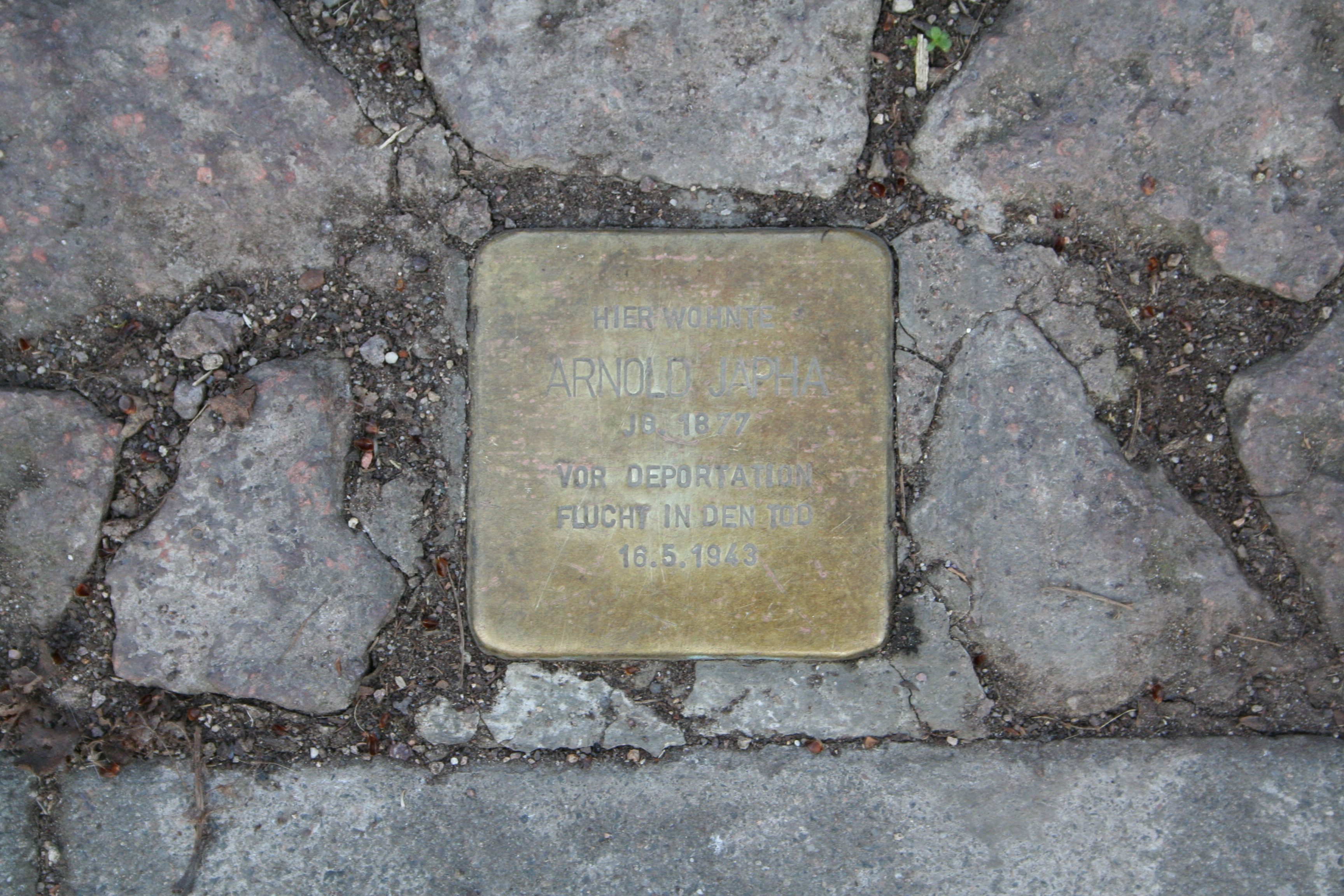
Stolperstein für Arnold Japha

Am 25. Oktober 2013 wurde zum Gedenken an Arnold Japha vor seinem letzten Wohnhaus in Halle in der Schwuchtstraße 6 (ehemals 17) ein Stolperstein verlegt.

## Schriften (Auswahl)
- Über die Haut nord-atlantischer Furchenwale, in: Zoologische Jahrbücher : Abteilung für Anatomie ; 24. - Königsberg, Universitäts-Dissertation, 1907
- Die Haare der Waltiere, Jena 1910
- Einfluß der Entfernung und Überpflanzung der Keimdrüsen auf die sekundären Geschlechtsmerkmale der Tiere, in: Biomedical and Life Sciences, Chemistry and Materials Science and Earth and Environmental Science, Volume 2, Number 32 / August, 1914, Seite 791–793
- Neuere Untersuchungen über Lebensweise und Verbreitung des Madenwurms (Oxyuris vermicularis L.), in: Bad 14, Heft 16, S. 342f